# PEC Zwolle
PEC Zwolle je nizozemski nogometni klub iz Zwollea. Trenutačno se natječe u Eredivisie, najvišem rangu nizozemskog nogometa.
U Eredivisie su nastupali u ukupno 22 sezone, a najbolji plasman im je šesto mjesto u sezoni 2014./15. Osvojili su nizozemski kup 2014. godine, a do finala su došli 1928., 1977. i 2015. godine. 

## Vanjske poveznice
- Službene stranice